# Eva Lundgren
Eva Lundgren (* 24. November 1947) ist eine in Norwegen geborene schwedische Feministin und Soziologin.
Sie ist ursprünglich promovierte Theologin. Ihre Forschung zur religionsbedingten Gewalt gegen Frauen brachte sie aber dem soziologischen Bereich näher. Sie war von 1993 bis 2011 Professorin für Soziologie an der Universität Uppsala.